# Karenella lobata
Karenella lobata är en kvalsterart som beskrevs av Hammer 1962. Karenella lobata ingår i släktet Karenella och familjen Oppiidae. Inga underarter finns listade i Catalogue of Life.